# Ваздухопловство
Ваздухопловство је делатност везана за летење у ваздушном простору. Подразумева и обједињује све људске активности везане за летење с механичким справама, званим ваздухоплови. Појам ваздухоплов укључује све летелице с вишекратном употребом, са погоном и без њега, код којих се дејство гравитације уравнотежава са силом узгона, која се остварује са фиксном или с ротационом узгонском површином, званом крило, или са лакшим гасом од ваздуха, смештеним у резервоарима. Ваздухоплови могу бити пилотирани и непилотирани. У својој прогресивној историји од једног века, ваздухоплови су се веома брзо развијали, у велики број хетерогених врста, а у дивергентним правцима. Пример су, за упоређење, свемирска летелица Спејс шатл и класична једрилица. Сасвим су различитог изгледа, концепције и намене.
Ваздухопловство чини велики скуп чиниоца, са различитим појмовима. Од припреме специфичног кадра па све до изласка ваздухоплова из оперативне употребе, као и сва пратећа инфраструктура.
Према својој намени и функцији, ваздухопловство се дели у две велике групације:
- Цивилно ваздухопловство
- Војно ваздухопловство

## Историја

### Покушаји и остварење летења
Човек је од давнина, посматрајући и проучавајући птице, желео да направи уређај са којим би могао да лети у ваздушном простору, изнад земље. Од најранијег проучавања летења, птица, а затим бацањем предмета кроз ваздух, човек све више схвата физикалност тога кретања, то јест аеродинамичке законитости. Тако од обичног штапа настаје копље или стрела а у Аустралији и бумеранг, а нешто касније змајеви, све до механичких голубова на Архитасу у античкој Грчкој.
Постоје старе легенде о људском лету, као што је о Икару, а касније, нешто реалније тврдње о летовима људи на кратким растојањима, као што су летови с крилима (енгл. Abbas Ibn Firnas) - (810–887), (енгл. Eilmer of Malmesbury) - (810—887), (у 11. веку ) и са пасарелом напуњеном са гасом (порт. Bartolomeu Lourenço de Gusmão) (1685—1724).
У 18. веку, у многим државама света, биле су све озбиљније најаве и размишљања о остваривању вековног људског сна, да успе да лети. Посебно су Кинези предњачили, с употребом ракета, како у забавама тако и у војним борбеним дејствима.
Суштински развој ваздухопловства почиње 19. новембра 1783. године, када је полетео балон, из дворишта Версајског дворца у Француској. Три дана касније, 21. новембра 1783, с балоном полеће Пилатр де Розје. Одушевљење је убрзо спласнуло, када се схватило да је балон, у слободном ваздушном струјању у атмосфери, није управљив. Убрзано је рађено на изналажењу решења за његово управљање, те се дошло до конструкције цепелина. Током 1804. Ј. Д. Захаров, је уз помоћ балона, истраживао не само физичке и физиолошке, већ и психолошке проблеме људи у току летења. М. А. Рикачев, је поред физичких истраживања, у току лета, проучавао и функције вида и слуха, и један је од првих истраживача који је 1882. године дао први опис личних особина које су неопходне за летача.
Прву свеобухватну студију утицаја летења на здравље, спровео је француски лекар Пол Бер, који је објавио своја истраживања о утицају промене састава и притиска ваздуха, са порастом висине на људе, са насловом „Барометарски притисак“ (фр. La pression barometrique), 1878. године.
Године 1894, бечки физиолог Херман фон Шретер, пројектовао је кисеоничку маску, с којом је метеоролог Артур Берсон поставио рекорд у висини лета, са балоном, од 9 150 m.
Паралелно су продубљивана базна знања из аеродинамике и конструкције летелица. Формирао се правац с којим је требало напредовати, за остварење контролисаног лета, с погоном и са људском посадом. У томе је дао значајан допринос Немац Отоа Лилијентала, који је успешно летео на једрилици. Инспирисани његовим резултатима, Браћа Рајт (енгл. Wright brothers) су изградили свој први моторни авион Флајер I (енгл. Flyer I) и с њим су полетели 17. децембра 1903. године. Са тим авионом се тешко управљало, помоћу принуде увијања крила, а касније је то разрешено увођењем померљивог његовог дела површине, то јест с крилцима. За погон је коришћен мотор са унутрашњим сагоревањем.
У Суботици, на простору садашње Србије, Иван Сарић је полетео на авиону сопствене конструкције и израде, 16. октобара 1910. године.

### Афирмисање почетних резултата у летењу
Убрзо, после првих летова с моторним авионом 1903. године, стицана су искуства у примени летелица у разним гранама људске делатности и потребе. Прво су примењивани балони и цепелини у превозу поште и путника. Пошто се у рату користи свака могућност за постизање предности над противником, балони и цепелини су коришћени у извиђању и у корекцији артиљеријске ватре. Технолошки унапређени авиони су касније ефикасније коришћени у те сврхе, уз њихово даље техничко–технолошко усавршавање.
У томе пионирском периоду ваздухопловства, биле су присутне такмичарске амбиције у оквиру постизања резултата, прелетања раздаљине између два удаљена места. Један од изазова је био прелетети Канал Ламанш, затим раздаљину између Европе и Америке итд. Та такмичарска мотивација је са својим резултатима доказивала применљивост и корист ваздухопловства. У реализацији тих амбиција, најзначајнији лет је био од Америке до Европе. То је успео амерички пилот Чарлс Линдберг. Он је самостално, без спуштања, прелетео растојање између Њујорка и Париза, укупне дужине од 5 809 km. Чарлс Линдберг је тај лет реализовао на авиону  Дух Сент Луиса , 21. и 22. маја 1927. године, у трајању од 33,5 h. Са овим подвигом је назначен пут и перспектива интерконтиненталне путничке и транспортне авијације и зато је с разлогом Линдберг стекао светску славу. Ништа мањи изазов није било такмичење у обарању рекорда у брзини лета и маси пренетог терета, што је исто подстицало развој и технолошко унапређење ваздухоплова.
Српска војска је веома рано почела користити предности летења, за војне потребе. Капетан српске војске Коста Милетић, још 1908. године, је основао прву српску станицу голубије поште у Медошевцу код Ниша. После куповине балона, направио је први демонстрациони лет њим са натписом Србија и са српском заставом, 19. априла 1909. године. Српска војска је међу првима у Европи увела у оперативну употребу и авионе. Још пре Балканских ратова су војни пилоти слати на школовање и обуку у иностранство. Први српски пилот са пилотском дозволом је Михајло Петровић, школован је у Француској. Он је уједно и први војни пилот који је с авионом изгубио живот, извршавајући борбени задатак извиђања за војне потребе, изнад града Скадра, 7. марта 1913. године.
У Краљевини Југославије је основано предузеће за авио-превоз. Прва компанија се звала Аеропут, основана је 17. јуна 1927. Име је промењено 1. априла 1947. у Југословенски аеротранспорт, скраћено ЈАТ, а 8. августа 2003. у Јат ервејз.

### Брзи развој ваздухопловства
Ваздухопловство је увек било и остало је полигон за демонстрацију националног економског, научног, технолошког и војног престижа у свету.
Прва искуства у летењу и у намени летелица су охрабриле ентузијасте, истраживаче и иноваторе у доказивању примене летења у разним људским делатностима. Економска и војнополитичка мотивација је била велики покретач развоја ваздухопловства између два светска рата и у току Другог светског рата. Трка за престиж и постигнута предност је резултовала са брзим развојем борбене авијације, што је генерисало експлозиван развој свих грана технике и технологије. Брзо су савлађивана техничко–технолошка ограничења и препреке. Рушење сваке препреке је отварало нови простор за развој и напредак. Нека открића и уклањање ограничења у развоју имају историјски и кључни значај за даљи укупни напредак ваздухопловства. То су увођење елисе променљивог корака, синхроно дејство ватреног оружја између кракова елисе, увођење турбо–млазног и турбо–елисног погона, кроззвучни и надзвучни лет, увођење хидрауличких покретача и аутопилота у команде лета, увођење радара, рачунарске и друге електронске опреме, електричних команди лета итд. Резултати технолошког развоја су доживели масовне апликације у свим врстама авијације, али посебно у војној, путничкој и транспортној. Где се и корист најбрже повратно доказала. Развој ваздухопловства је била и основа брзом развоју свемирске технологије и космонаутике.
Србија је, у склопу Југославије, заједно са осталима републикама, држала корак са светом у развоју и примени ваздухопловства. Између два светска рата је имала значајну ваздухопловну индустрију, развојне и производне програме. Врхунац тога је постигнут са борбеним авионом ИК-3. Који је у поређењу са светским достигнућима из своје категорије био у самом врху. После Другог светског рата, за време политичке и војне блокаде (резолуција Информбироа), на основу концепције и документације за авион ИК-3, развијен је и произведена је серија, познатог авиона С-49Ц. Овај авион је пројектовао, водио његов развој и производњу биро, на челу са пуковником Костом Сивчевим. Све генерације југословенских и српских пилота су школоване на авионима домаћег порекла. Врло рано се прешло на развој и производњу домаћих авиона са турбо–млазним погоном. Томе преласку на нову технологију, посебан допринос, дао је пуковник Драгољуб Бешлин, са својом познатом гамом експерименталних авиона, малих димензија. Са успутном створеном кадровском, лабораторијском и производном базом, успешно су реализовани познати програми: Аеро-2, Аеро-3, Авион 213, Авион 522, Авион 214, Г-2 Галеб, Ј-21 Јастреб, Ј-22 Орао, Г-4 Супер Галеб, Авион Ласта и многи други, а започет је и амбициозни програм Нови авион. Југословенско ратно ваздухопловство, у укупном времену од Другог светског рата опремано је са школским и прелазним авионима, а последњих 50 година и са ловцима–бомбардерима, из властитог развоја и производње.
ЈАТ се континуално развијао и постигао је ниво авио-превозника европског значаја.

## Цивилно ваздухопловство
Цивилно, заједно са војним, сачињавају укупно ваздухопловство. Састоји се од комерцијалног и некомерцијалног дела. Сачињавају га кадрови разних специјалности и структура, цивилна авијација и инфраструктура. Организацијски је устројено по привредним компанијама и аеро-клубовима. Компаније су доходовни субјекти, послују по условима тржишта, а аеро-клубови су на државном буџету и донацијама, кроз фондове спортског и васпитног рада са младима.
Цивилно ваздухопловство може бити у намени превоза путника и робе, вршења управних послова, научно–истраживачког рада, пољопривредних и шумарских радова, спортских активности и другог. Према коришћењу погона и погонских средстава, обухвата моторну авијацију, једриличарство, падобранство и моделарство. У свима видовима и врстама цивилног ваздухопловства, примењују се јединствени међународни и домаћи прописи, у циљу што безбедније ваздушне пловидбе и система ваздушног саобраћаја.

### Цивилна авијација
Авијацију сачињавају направе за летење са и без погона. Авијација се дели на цивилну и војну, обе су основни и наменски делови двају ваздухопловстава. У цивилном и војном ваздухопловству, успостављене су све остале специфичне инфраструктуре и организацијске целине, ради наменског и ефикасног функционисања обе авијације.
Цивилна авијација служи за комерцијални превоз путника и робе, то је комерцијална авијација, а све остало заједно су делатности које обављају ваздухоплови који припадају општој авијацији. У намене опште авијације су укључени сопствени превоз, спортско летење, пружање услуга из ваздуха као што је запрашивање, фото–снимање, геодезија, патролирање, трагање и спашавање, санитетски превоз, оглашавање и слично. Ваздухоплови цивилне авијације су развијани и пројектовани према захтевима тих специфицираних функција.

#### Путничка и транспортна
Ваздушним саобраћајем се превозе људи и роба. За те потребе се користе путнички и транспортни авиони и хеликоптери. Често се могу ови ваздухоплов, брзо и релативно лако трансформисати, из једне у другу намену. Ова врста авијације првенствено лети на комерцијалној основи. Превози путнике и робу, уз финансијску надокнаду, на редовно планираним, на устаљеним и на ванредно уговореним летовима.

#### Туристичко пословна
Авијација намењена за употребу у делатности туризма и обављања конкретних пословних активности, обухвата веома широк спектар различитих ваздухоплова, од једноставних једрилица до широкотрупних авиона. Организована је њихова употреба на више начина, наменске компаније за закуп услуга, аутономна својина и услуге у компанијама и у поседу приватних лица. Ова авијација је све бројнија у свету, а производња оваквих авиона је постала веома профитабилна. Тренутно се у Америци производи 80% од укупне авијације ове врсте у свету. На тржишту је велика конкуренција и трошкови производње расту. Увођење нових технологија, као што су композити за производњу структуре и погона с дизел-моторима, почела је масовна производња мањих ваздухоплова, доступних ширем слоју корисника. У Европској унији је Немачка на првом месту по броју регистрованих ваздухоплова, 8 000 једрилица, 7 000 једномоторних авиона, 3 000 моторних једрилица, 200 турбомлазних и 500 пословних авиона.
Расте број хеликоптера у овој намени а посебан је пораст броја Ултралаких авиона, чија укупна маса не прелази 472 kg.

#### Пољопривредна
Пољопривредна авијација је у функцији извршавања радњи заштите и прехране пољопривредних култура. У овој функцији се културе засипају са хемикалијама у течном стању, гранулама и у праху. То значи за третирање биљних култура из ваздуха, пољопривредни авион мора имати одговарајућу инсталацију и спремник. Поред тога треба да се одликује са одговарајућим перформансама. Полетање и слетање је са неприпремљених и кратких стаза (обичне ливаде), довољна носивост хемикалија, економична експлоатација и лако управљање у лету, са веома малим полупречником заокрета. Конкуренција у производњи ове врсте авијације је веома велика. Један од познатијих пољопривредних авиона је Ан-2, без обзира што је већ дуго у употреби. 

#### Против–пожарна
Против–пожарну авијацију сачињавају авиони и хеликоптери који су у стању, у својим спремницима, понети воду и друга средства и иста употребити за гашење пожара из ваздуха. Најчешће се из ваздуха гаси пожар с већом количином воде, која се расипа по површини ватре. Спремници за против–пожарна средства могу бити у трупу ваздухоплова, чврсто подвешени и са хеликоптером ношени споља на ужету. У трупу се користи расположива запремина за смештај резервоара (најчешће за воду). Подвешени резервоари се подвешавају испод крила и трупа авиона и хеликоптера, као и сваки други спољни терет. Еластичне, текстилне посуде (мешине), ношено на ужету, су решења на многим типовима хеликоптера. Такво је решење код против–пожарног хеликоптера Ми-8МПС.
Хеликоптер, лебдећи изнад површине воде, са овом еластичном посудом захвати воду и одлази изнад пожара. Пожар гаси тако што га једноставно засипа са водом, из ваздуха.
Авиони с чврстим спремницима узимају воду на аеродрому, са класичним пуњењем, а има и решења да се и директно узима вода у ниском лету, у непосредном контакту с њеном површином. То је систем с великим трупним спремником, чија се врата на предњој доњој страни отворе. С њима се зарања у воду и тако се динамички пуни унутрашњи резервоар авиона. Тај систем је примењен код познатог против–пожарног авиона Канадер CL-415. У току лета, изнад пожара, вода се проспе по ватри, са отварањем доњих врата испод спремника. Пољопривредни авиони се алтернативно користе за гашење пожара, са системом прскања с водом или с против–пожарним хемикалијама, помоћу постојећих система за прскање.

#### Санитетска
Први наменски ваздухоплов, за ваздухопловни превоз повређених и оболелих, произвели су Французи 1917. године. Од тада су безбројни људских животи сачувани, захваљујући брзом ваздухопловном превозу повређених и оболелих, са разним типовима ваздухоплова, специјално опремљеним модерним медицинским системима. Скорашња искуства у примени ваздушне евакуације бројних повређених и оболелих, жртава рата у Ираку, повећао је стопу преживљавања до 97%, што је највиши ниво у историји.
За ваздушни превоз болесника могу се практично употребити сви типови транспортних ваздухоплова (цивилни и војни авиони и хеликоптери), који се наменски производе за медицинске потребе, или се брзом адаптацијом могу трансформисати за ову врсту превожења.
Поред ваздухоплова за евакуацију болесних и повређених, постоје и специјализовани ваздухоплови — амбуланте, који могу бити опремљени хируршким салама, хипербаричним коморама, рендген опремом итд.
Поред савремене опреме у састав посаде ваздухоплова улази и медицински тим, састављен од:
- Лекара, ургентне медицине, анестезиолога, хирурга итд.
- Медицинског техничара, обученог за указивање хитне медицинске помоћи.
- Осталог, помоћног медицинског особља за опслуживање болесника.

Сви лекари, требало би да познају основне принципе ваздухопловног превожења у случају природних катастрофа које намећу потребу за масовном евакуацијом из угрожених подручја, као што се десило после кинеског земљотреса у 2008. и урагана Катрина у Њу Орлеансу 2005.

#### Школска
Школовање пилота у цивилном ваздухопловству се развијало на искуствима школовања војних пилота. Дограђивани су специфични сегменти, који су условљени са линијским саобраћајем и другим захтевима цивилног ваздухопловства.
Најчешће су едукације цивилног и војног пилота повезане, тако што су цивилни пилоти уједно резерва за војску. Линијски пилоти морају имати специфичну обуку на вишемоторним авионима, посебно у навигацији и у међународним нормама и стандардима. То исто важи и за војне пилоте, који лете у транспортној авијацији.

#### Метеоролошко извиђање и телеметријско мерење
Када није било метеоролошких сателита, радара и друге мерне опреме, ова авијација је имала посебан значај. Са развојем наведених система, та авијација је практично угашена. Раније су издвајани класични авиони и посебно су опремани за ову намену. То су практично биле летеће метеоролошке станице. У војном ваздухопловству се извиђачки авиони користе за ове задатке. Летови, за ова испитивања, се изводе по посебној процедури и заданим профилима.

#### Спортска
Спортска авијација служи за већи број дисциплина у ваздухопловном спорту, као што су:
- Аеро акробације
- Аеро трке
- Балонирање
- Спортско једрење
- Змајарство
- Летење са људским погоном
- Моделарство
- Падобранство
- Акробације падобранаца

## Војно ваздухопловство
Војно ваздухопловство је вид (део) оружаних снага (војске), а састоји се из више родова и служби. Један, од најзначајнијих родова ваздухопловства је авијација. Сачињавају га и други неопходни родови и службе, са пратећом инфраструктуром. Војно ваздухопловство је носилац брзог развоја укупног ваздухопловства. Оно је у ратним и блоковским надметањима посебан генератор развоја укупне ваздухопловне технологије. Заслужно је и за развој цивилног саобраћаја и институционално образовање и обуку првих пилота. Војни пилоти су посебна врста образованих људи, дисциплиновани су и специфични по многим особинама. Многи искуснији прелазе на линијске, путничке авионе, где се врло брзо адаптирају.

### Војна авијација
Постоји више начина класификације војних авиона. Један од познатијих је усвојен у ратном ваздухопловству САД. Од њега се разликује класификација у Русији. У бившој Југославији, а сада и у Србији се користи класификација с уважавањем ове обе, уз поштовање специфичности.
У принципу, војну авијацију сачињавају борбени и неборбени авиони. Борбени авиони су ловци, ловци-бомбардери, бомбардери, извиђачи, за електронско ратовање и школско-борбени. Неборбени авиони су транспортни, цистерне, школски, санитетски, за везу итд.

#### Ловци
Ловачки авиони имају првенствену намену директне борбе за превласт у ваздушном простору. Те задатке извршавају пресрећући и уништавајући противничке авионе. Секундарна намена им је дејство по земаљским циљевима и извиђање. Да би успешно извршавали ове задатке, ловци морају имати добре перформансе лета и маневар. Тражи им се могућност великог распона између минималне и максималне брзине, кратко време за постизање максималне брзине, велика брзину пењања, мали радијус заокрета, велики плафон лета и ефикасно ватрено и ракетно наоружање, интегрисано са софистицираном опремом. Савремени представници су F-22 раптор, Рафал, Јурофајтер тајфун, JAS 39 Грипен, F-14 томкет, F-15 игл, МиГ-29, Су-27 итд. У последње време се тежи да ти авиони буду вишенаменски, као што су Авион Рафал, JAS 39 Грипен и Јурофајтер тајфун. 

#### Ловци-бомбардери
Ловци–бомбардери су већег долета, на малој висини лета. Носе већу количину убојних средстава, за дејство ваздух–земља. При нападу непријатељских авиона, убојна средства ваздух–земља одбацују и бране се као ловци. Наоружани су с ватреним наоружањем, вођеним ракетама ваздух–ваздух за блиску борбу, вођеним и невођеним ракетама ваздух–земља, са вођеним бомбама и са бомбама са слободним падом. Примарни су им задаци подршке копнених и поморских борбених јединица, а секундарни борба са противничким авионима, хеликоптерима, беспилотним летелицама и крстарећим ракетама.
Ова врста авијације има дугу традицију у примени, из периода Другог светског рата, па све до данас. Најпознатији су представници Јункерс Ju-87 штука, Ил-2 Штурмовик, J-22 Орао, Су-25 и А-10 Тандерболт.

#### Бомбардери
Бомбардери су намењени за уништавање стратешких циљева на земљи и мору. У почетној њиховој употреби, у Другом светском рату, били су промовисани од Немаца за тактичко бомбардовање, као средство за брзо побеђивање непријатеља (блицкриг -  ). У тој улози су се користили Јункерс Ју 88A, Месершмит Bf 29 и Месершмит Bf 109. Кроз ратна искуства и развој технологије, бомбардери су се све више померали према намени и задацима уништавања стратегијских циљева. На томе путу еволуције су реализовани познати авиони, Боинг B-17, Ту-22, B-52 Стратофортрес, B-2 Спирит др.

#### Извиђачи
Извиђачки авиони су намењени за извиђање и осматрање, о активностима, распореду снага и покрету непријатеља, у ваздушном простору, на земљи и мору. Извиђају и осматрају метеоролошке прилике и друга природна збивања. Ови авиони су опремљени најсавременијом опремом, из домена сензора, опто–електронике и рачунарске технологије. Познати авиони ове намене су Москито,  U-2 и МиГ-25РБСХ. 

#### Транспортни
Војни транспортни авиони се користе за тактички превоз живе силе, наоружања, војне опреме и борбених средстава. Врло често, у таквим задацима, је фаворизовање превоза уз коришћење летелица способних да полећу и слећу с кратких неприпремљених терена и импровизованих аеродрома. У тим условима имају предност транспортни хеликоптери. Типични примери тактичких транспортних авиона су амерички C-17 Глобемастер и C-130 Херкулес и руски Ан-124.

#### Школски и Школско–борбени
Намена школских авиона је школовање и обука пилота у летењу. Поред општег и теоретског образовања, будући пилоти имају и практичну наставу у летењу на симулатору на земљи и на авионима у ваздуху. Практично учење летења се одвија степенасто на одговарајућим типовима школских авиона и на крају на одговарајућем типу на коме ће будући пилот извршавати своје професионалне задатке. Основни елементи летења се уче на једноставним, лаким школским авионима, затим се ученици усавршавају на школским авионима са турбо-млазним мотором и на крају на борбеном авиону, за који се припрема професионални пилот. Школски војни авиони морају испуњавати војне (MIL) прописе. Прерасподела броја сати налета на поједином типу авиона се рационализује према искуству. За школовање пилота за борбене авионе мора пилот-ученик да седи у равни симетрије школског авиона, у амбијенту који га очекује.

За школовање пилота за транспортне авионе, пилот-ученик мора проћи кроз степен школовања и на вишемоторном авиону. За путничке авионе искуснији војни пилоти имају преобуку и учење допунских области из правила о међународном саобраћају. Постоје и пилотске школе за директно школовање пилота за путнички саобраћај. Пилоти за хеликоптере се, у другом степену, обучава на тој врсти летелица. Примери за типичне школске авионе за почетну обуку су Пилатус PC-9 и Авион Ласта. За следећи степен, прелазак на вишу категорију, је Г-2 Галеб, Г-4 Супер Галеб, Јак-130, Миг АТ и Алфа Џет. Ови авиони припадају тако званој категорији Школско–борбеним авионима, пошто су добро наоружани и имају далеко озбиљније перформансе лета. Погон им је са турбо–млазним мотором, те служе за прелазно школовање и за борбену обуку. 

#### Хеликоптери
Хеликоптери су се значајније почели производити и примењивати после Другог светског рата. Врсте и намена им је веома широка од генералних за лични превоз до транспортних, теретних, санитетских и оклопно борбених. Посебно су погодни за услове без аеродромске инфраструктуре, а и за полетања и слетање у неприступачном терену и непосредно у насељеним местима. У многим наменама, хеликоптер има предност над авионом, често су у неким условима и наменама и незамењиви.

## Свемирски ваздухоплови
Свемирске летелице типа Спејс шатл (енгл. Space Shuttle) су специјалне намене за транспорт људства и опреме између земље у космоса.
У Америци оперативну флоту ових летелице сачињавају:
- Дискавери (енгл. Discovery)
- Атлантик (енгл. Atlantis)
- Ендевор (енгл. Endeavour)

Више нису оперативни: 
- Чаленџер (енгл. Challenger)
- Колумбија (енгл. Columbia)Буран на леђима Ан-225.

У Русији је оперативан Буран, који може понети у свемир користан терет до 30 тона и да врати на земљу 20 тона. Поред 2–4 члана посаде, Буран носи и до 6 путника.

## Ваздухопловнотехничко обезбеђење
Ваздухопловнотехничко обезбеђење подразумева извршавање свих радњи везаних за исправност и заштиту ваздухопловне технике. Подразумева материјално и техничко обезбеђење, за сва ваздухопловнотехничка средства. Те сложене послове извршава структура, која је део ваздухопловства, а назива се ваздухопловнотехничка служба. Сачињавају је управне и структуре непосредне реализације, са својим стручним кадровима, састављеним од специјалиста руковаоца с материјалним средствима, механичара, техничара и инжењера. Ваздухопловнотехничка служба располаже са најсавршенијим алатима, уређајима, лабораторијама и опремом за испитивање и мерење. Ова служба је развијана, прво у војном ваздухопловству, а касније је са одређеним модификацијама, пренета и у цивилно.
Ваздухопловнотехничка служба предузима све мере и извршава све радње везане за исправност летелица, уз стриктно поштовање важећих прописа и норми. Основни задатак је одржавање ваздухопловне технике у исправном функционалном и поузданом стању. То се постиже са организованим екипама за претполетне, послелетне и повремене прегледе, отклањање кварова и ремонтне радове. За сваки тип авиона је стриктно прописан начин, садржај и обим радова у сваком од наведених нивоа одржавања. Ваздухопловнотехничко обезбеђење подразумева и материјално обезбеђење одржавања ваздухопловне технике. Ту спада обезбеђење резервних делова, потрошног материјала и потребних алата и уређаја, који се користе у функцији одржавања.

## Ваздухопловна медицина
Ваздухопловна медицина је грана превентивне медицине и медицине рада, која проучава утицај летења, ваздухоплова и средине у којој се оно обавља на организам пилота, пратећег летачког особља, падобранаца, путника у ваздушном транспорту итд. Она у пракси примењује специфичне методе превентивно медицинске заштите у спречавању негативног утицаја летења на живот и здравље човека и настанак ванредних догађаја, удеса и катастрофа (које карактерише велики губитак људских живота, материјалних добара и поремећај екологије).
Поред постојања многих проблема, на које је у свом окружењу наишла авијација, лекар Ваздухопловне медицине је само један од многих високо обучених појединца који ради на минимизирању многих негативних појава, тако да човек може и даље да има надмоћ у ваздушном простору.
Ваздухопловна медицина је значајна компонента ваздухопловне безбедности и космичких истраживања.

## Ваздухопловно право
Ваздухопловно право представља грану права, односно скуп правних норми које се односе на искоришћавање ваздушног простора, међународну ваздушну пловидбу, положај и саобраћај ваздухоплова, као и односе настале између њих и копнених или морских површина намењених ваздухопловству или њиховом прелетању. То је релативно млада грана права која је тек почетком 19. века постала предмет озбиљнијег интересовања правника. Први правни извори који регулишу ову материју разматрали су однос националних законодавстава и безбедности од самих летелица (ваздухоплова) и у почетку су се односили на само ваздухоплове који су лакши од ваздуха. Ти првобитни правни прописи углавном су се ограничавали на јавно правни вид ваздушне пловидбе поштујући основни принцип међународног права од којег се полази кад је реч о ваздухопловном праву да национални суверенитет државе важи и у ваздушном простору. Првобитно, ваздушни простор посматран је слободан као отворено море и изван националног суверенитета (екстериторијалност), да би временом преовладало мишљење да он представља део територије који припада држави над којом се простире. Почетком XIX века питање успостављања контроле над ваздушним простором постаје битно за очување националног суверенитета и сигурности изражено у начелу да „свака држава има комплетан и ексклузиван суверенитет у ваздушном простору изнад своје територије“. Разликује се унутрашње и међународно ваздухопловно право. Темељи међународног ваздухопловног права постављени су 1919. године доношењем Конвенције о ваздушној пловидби која је познатија под именом Париска конвенција.

## Ваздухопловна индустрија
Ваздухопловна индустрија се сматра да је у домену високе технологије, а пошто је борбена авијација са доминантним утицајем на одбрану земље, сматра се и да је ова грана индустрије од стратегијског значаја. При томе, није ништа мањи њен и економски значај. Многе државе су такво опредељење ставили у прве приоритете своје политике, примери су Француска и Шведска. Пораст технолошке сложености, цена и лимитирање буџета су довели до интеграције компанија и централизације авио–индустрије. У западним државама се ова интеграција извршила око великих корпорација, у САД су Боинг (енгл. Boeing), Макдонел Даглас (енгл. McDonnell Douglas), Локид (енгл. Lockheed Martin). У Француској су сви ваздухопловни послови организовани преко Аероспецијала (фр. Aérospatiale) и Марсел Дасоа (фр. Dassault Aviation) у Уједињеном Краљевству Бритиш Аероспејс (енгл. British Aerospace) итд. У Русији је наслеђена донекле другачија ситуација, њихова је индустрија везана и под контролом је развојно–пројектних бироа Јаковљева, Антонова, Микојана, Сухоја и Иљушина. Ваздухопловна индустрија је у осталим државама организована по мањем или већем угледу на ова два карактеристична узора.

## Инфраструктура ваздухопловства
Инфраструктура ваздухопловства је веома комплексна, али се сматра да су њени кључни делови аеродроми и систем Контроле ваздушног саобраћаја, у оквиру чега и аеродромска контрола летења. Остали делови инфраструктуре ваздухопловства су везани за школовање кадрова, одржавање ваздухопловно техничких, општетехничких и других средстава, смештај људства итд.

## Институције ваздухопловства
У државама, где ваздухопловство има висок приоритет, одговарајуће наменске институције постоје у самом врху владине администрације, са постојањем посебног министарског ресора за ваздухопловство. Многи одређују ниво са секретаријатима за ваздухопловство, при ресорима за привреду или за индустрију или за саобраћај. Даље постоје управе за цивилно ваздухопловство и командно организациони систем војних ваздухопловстава. Ваздухопловство се ослања на своје специјализоване научно–истраживачке, опитне, верификационо–мерне, медицинске и друге институције.
За одржавање, освежавање и продужење радног века (ресурса) ваздухопловној техници постоје ремонтни заводи.
У свету су најпознатније научно–истраживачке институције у области ваздухопловних технологија: НАСА у Америци, ЦАГИ  у Русији, РАИ у Уједињеном Краљевству, ОНЕРА у Француској, ФФА у Шведској, Ваздухопловнотехнички институт у Југославији итд. Овакво организовање се искуствено наметнуло, као светски стандард, за вођење националне стратегије у развоју ваздухопловних технологија.
У ваздухопловству је велики број институција, организација и удружења, који међусобно сарађују и штите своје интересе, али и дају велики допринос у развоју ваздухопловства. Прописи о ваздухопловном саобраћају су стандардизовани и регулисани на међународном нивоу. О целокупној тој проблематици, организације и стандардизације се старају међународне организације и удружења.

## Утицај на животну средину
Ваздухопловство вишеструко утиче на животну средину:
- загађење атмосфере,
- бука,
- поремећај станишта и путева лета птица и
- измена природног окружења са изградњом инфраструктуре.

Све врсте погона класичних ваздухоплова се заснивају на принципу сагоревања, чији се продукти и штетни гасови испуштају у атмосферу. Велики линијски авиони лете на великим висина, са испуштањем великих количина угљен–диоксида, што повећава ефекат стаклене баште. Авиони лете близу тропосфере и испуштени гасови у присуству стаклене баште са хемијском реакцијом мења састав атмосфере. Гасови и друге честице избачене из мотора на већим висинама ствара аеросол, што доприноси повећању формирања облака типа цируса. Процењује се да их је ваздухопловство, са својим присуством, до сада повећало за 0,2%. Чине се озбиљни напори да се сагоревање код турбомлазних мотора побољша, чак и код војних авиона, са применом тако званих еколошких комора сагоревања. У томе случају би се смањила емисија штетних гасова.
Клипно–елисни погон је карактеристичан са потрошњом бензина, који садржи олово и друге отровне састојке. Велики је ризик контаминације земљишта на аеродромима. У последње време се све више уводе дизел-мотори, а за бензинске моторе безоловни бензин.
Што се тиче буке са ваздухопловним прописима и правом се ограничава дозвољени ниво, што се условљава пловидбеним дозволама.
Последњих година се чине напори и истражују се погони ваздухоплова на бази коришћења алтернативне енергије. Најпознатији су програми Авион Хелиос и Соларни импулс.

## Ваздухопловна филателија
Често државне поште, за успешну оперативну употребу појединих типова авиона, као и за успешно пословање авио–компанија, издају поштанске марке са графичком илустрацијом силуете или одговарајуће симболике. То је посебно била редовна пракса у Совјетском Савезу, где су изашле јубиларне марке њихове државне поште у знак признања за значај ловачких авиона Јак-3 и Јак-9 у Другом светском рату. После рата је продужена та пракса за давање признања за успешност појединих авиона. Италијанска пошта је на исти начин обележила признање Северноатлантској авио–линији са Америком, за одржавање везе њихових исељеника са домовином. У СФРЈ су исто издате јубиларне марке, са силуетама домаћих авиона, у знак признања за успешан континуалан развој, производњу војних авиона и за успешну њихову дугогодишњу оперативну употребу у Југословенској народној армији.

## Коришћена издања
- (језик: руски) Вся авиация. Международный авиационный портал
- (језик: француски) Управа за Фр. цивилно ваздухопловство
- (језик: француски) Француска федерација за ваздухопловство
- (језик: француски) Аеронаутика Архивирано на веб-сајту  (22. мај 2013)
- (језик: руски) Аеро сајт
- (језик: руски) Авиационная техника